# Dores do Rio Preto
Dores do Rio Preto är en kommun i Brasilien.   Den ligger i delstaten Espírito Santo, i den sydöstra delen av landet, 800 km sydost om huvudstaden Brasília. Antalet invånare är 6 399.
Omgivningarna runt Dores do Rio Preto är huvudsakligen savann. Runt Dores do Rio Preto är det ganska glesbefolkat, med 23 invånare per kvadratkilometer.